# Municipio de Santa María Guelacé
El municipio de Santa María Guelacé es uno de los 570 municipios del estado mexicano de Oaxaca. Su cabecera es la localidad de Santa María Guelacé.

## Geografía
El municipio de Santa María Guelacé colinda al norte con el municipio de San Francisco Lachigoló, al oeste con el municipio de Rojas de Cuauhtémoc, y al sur y este con el municipio de municipio de San Sebastián Abasolo.

## Localidades
El municipio de Santa María Guelacé cuenta con seis localidades.
| Localidad                  | Población (2020) |
| -------------------------- | ---------------- |
| Santa María Guelacé        | 848              |
| El Carril Unión y Progreso | 21               |
| La Capellanía              | 15               |

## Gobierno
El municipio de Santa María Guelacé se rige mediante el sistema de usos y costumbres.
| Presidente municipal             | Periodo   |
| -------------------------------- | --------- |
| Enrique Méndez Espinoza          | 1999-2001 |
| Vicente Manuel Cruz Bautista     | 2002-2004 |
| Valeriano Méndez Gutiérrez       | 2005-2007 |
| Emiliano Pérez Méndez            | 2008-2010 |
| Samuel Méndez Gutiérrez          | 2011-2013 |
| Jorge Méndez Gutiérrez           | 2013-2016 |
| Constantino Sánchez              | 2017-2019 |
| Roberto Florentino Méndez Méndez | 2020-2022 |
| Laurencio Antonio Martínez       | 2023-2025 |